# Tomasz Tomiak
Tomasz Piotr Tomiak (Zakopane, 17 settembre 1967 – Danzica, 21 agosto 2020) è stato un canottiere polacco.

## Biografia
Vinse un bronzo alle Olimpiadi del 1992. Partecipò a due edizioni dei campionati mondiali, dove conquistò un argento e un bronzo.